# El Carner (Granera)
El Carner és una obra de Granera (Moianès) inclosa a l'Inventari del Patrimoni Arquitectònic de Catalunya. Pertanyia a la parròquia de Sant Julià d'Úixols.

## Situació
Està situada a 848,6 metres d'altitud, dalt d'una carena on hi ha també la masia del Calbó. És a l'est del poble de Granera, a migdia del lloc on es troben el Serrat del Calbó i la Carena del Marcet, a la dreta del torrent de les Tutes i a l'esquerra del torrent del Sot del Calbó. Al sud de la masia, en el punt més elevat del Serrat del Calbó i on aquest serrat es troba amb la Carena del Marcet es troba l'antic forn d'obra anomenat El Forn del Carner.
El seu accés més transitable antigament era des de llevant, on hi ha l'església de Sant Julià d'Úixols, però més modernament s'ha obert un nou accés que l'enllaça directament amb Granera. Des del punt quilomètric 6,4 de la carretera BV-1245 surt cap al sud una pista asfaltada que mena a la Fàbrica del Marcet en menys de 150 metres. Des d'aquest lloc, una pista rural en bon estat s'adreça cap al sud-oest, en direcció al Pantà del Marcet, a la vora dreta del qual arriba. Des d'aquell lloc, la pista trenca cap al sud-est, guanyant alçada, va a buscar el costat dret -nord- de la vall del torrent del Carner, que segueix un tram per després fer dues fortes girades per guanyar alçada i anar a buscar la Carena del Marcet. Un cop a la carena, la segueix cap al sud-est per tal d'arribar al lloc on aquesta carena s'uneix al Serrat del Calbó, lloc on es troba la masia del Carner al sud-est i la del Calbó al nord-oest, separades, entre elles, uns 200 metres. Des de la Fàbrica del Marcet hi ha una distància de 2,7 quilòmetres.

## Descripció
Masia aixecada sobre la pedra viva al cim d'un turonet amb nucli primitiu que ha estat l'embrió de les dependències que orgànicament s'han format al seu entorn. El parament és treballat amb grans carreus de pedra. L'accés a l'immoble es fa per un portal dovellat d'arc de mig punt. Coberta a dues aigües i façana encarada a ponent. El conjunt d'edificis annexes és encerclat per un pati a la part davantera de la façana.
A la planta noble resten encara vestigis de l'antiga esplendor del mas. Cal citar entre ells dues llindes: la primera amb el nom "Joseph Carner" (segle xviii) i una segona presentant dos animals enfrontats de difícil identificació, continuant la tradició medieval.

## Història
Segons Carrera i Pujol, el nom de Carner significa dipòsit de cadàver, indicant aquest un apel·latiu que ja en època neolítica o edat de la pedra polida era habitat el territori de l'actual Castellterçol.